# Печухня
Печухня — река в Кимрском районе Тверской области. Правый приток Волги.
Правый приток — речка Чечера.

## Данные водного реестра
По данным государственного водного реестра России относится к Верхневолжскому бассейновому округу, водохозяйственный участок реки — от Иваньковского гидроузла до Угличского водохранилища Волги, речной подбассейн реки — Волга до Рыбинского водохранилища. Речной бассейн реки — Волга до Куйбышевского водохранилища.
Код объекта в государственном водном реестре — 08010100812199000000110.